# Første slag om Tabasco
Første slag om Tabasco blev udkæmpet under den Mexicansk-amerikanske krig.

## Baggrund
Slaget var den del af USA's Home Squadrons forsøg på at blokere de større mexicanske havne i den Mexicanske Golf.

## Slaget
Kommandør Matthew C. Perry førte en deling på 7 skibe syd langs kysten nær Tabasco. Da Perry ankom til Grijalva River (daværende Tabasco River) i sen-oktober fortog han en belejring af byen Frontera sammen med to mexicanske skibe. Perry efterladte en lille garsion imens han kæmpede sig op af floden imod San Juan Bautista. Perry nåede byen 24. oktober og overtog fem mere mexicanske fartøjer og satte mandskabet i land. Oberst Juan B. Traconis, der var den mexicanske kommandør over området havde en for lille hær til at bekæmpe styrkerne fra USA og valgte at retræte fra byen. Perry manglede også et større antal mandskab hvis han ville gøre håb for at holde byen, og kaldte derfor landings-soldaterne tilbage.
Ved midnatstid vendte mexicanske soldater tilbage til byen og begyndte at barrikadere sig inde i bygninger. Perry indså at den eneste mulighed for at få styrkerne ud af byen var at beskyde hele byen med artilleri. Perry valgte dog at trække sine tropper tilbage da han ikke ville skade de handelsrejsende. Om morgenen den 26. oktober klargjorde Perry sin flåde på at sejle tilbage til Frontera da han kom under pludselig angreb. Perry returnerede ild men efter en bøn fra civile fra byen valgte Perry at rejse de hvide flag for at kunne tilbagetrække sig i fred. I mens de sejlede væk gik en af de mexicanske både på grund og blev kort tid efter angrebet. Perry angreb igen men beordrede at alle civile bygninger skulle skånes så meget som muligt. Båden kom fri og flåden vendte senere tilbage til Frontera, hvor de blev en del af Home Squadrons operationer imod Tampico, kommanderet af David Conner.
Perry vendte tilbage til Tabasco i 1847 der resulterede i en større succes.